# 잭슨빌 아이스
잭슨빌 아이스(Jacksonville Ice)는 미국 플로리다주 잭슨빌에 위치한 실내 경기장이다. 과거 SPHL 잭슨빌 바라쿠다스의 홈경기장으로 사용했다.